# Hyagnis strandiellus
Hyagnis strandiellus là một loài bọ cánh cứng trong họ Cerambycidae.